# Lagodechi (gemeente)
Lagodechi (Georgisch: ლაგოდეხის მუნიციპალიტეტი, Lagodechis munitsipaliteti) is een gemeente in het oosten van Georgië met 40.897 inwoners (2023), gelegen in de regio Kacheti. De gelijknamige stad is het bestuurlijk centrum, waar tevens een grensovergang naar Azerbeidzjan is. De gemeente heeft een oppervlakte van 890,2 km² en is gesitueerd aan de noordkant van de Alazani riviervallei, een belangrijk wijnbouwgebied.

## Geschiedenis
Het territorium van het moderne Lagodechi maakte opeenvolgend deel uit van Kaukasisch Albanië, koninkrijk Hereti, Koninkrijk Georgië en Koninkrijk Kachetië en is vaak een frontgebied geweest. In de eerste decennia na de annexatie van Koninkrijk Kartli-Kachetië door het Russische Rijk in 1801 was het wederom een frontgebied tijdens de Kaukasusoorlog in de 19e eeuw. 
De stad Lagodechi was een hoofdkwartier van de Russische strijdkrachten en was onderdeel van de Lezgische Linie. Dit was een verdedigingslinie langs de voet van de Grote Kaukasus in de Alazani-vallei, die liep van Kvareli (Kacheti) tot het Azerbeidzjaanse Qax, om het zuidoosten van de voormalige Georgische gebieden te beschermen tegen de Dagestaanse Lezgiërs. De Lezgiërs boden decennialang weerstand tegen de Russische verovering van de noordoostelijke Kaukasus en vielen regelmatig de Georgische gebieden binnen.

### Vorming district

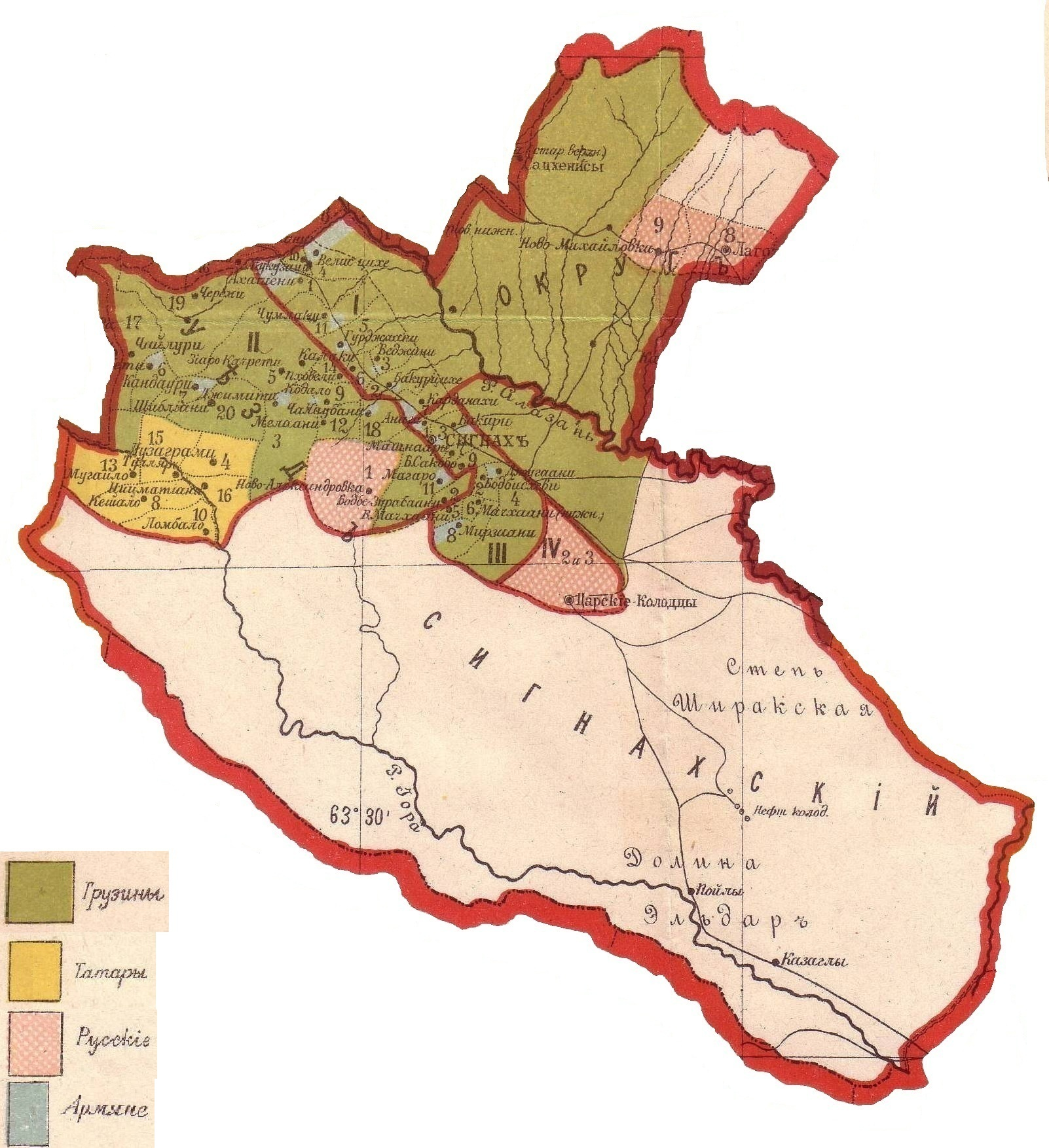
Oejezd Signagi

De contouren van de moderne bestuurlijke indeling van Georgië werden na de Russische annexatie geschapen. Het gebied van de hedendaagse gemeente Lagodechi werd in 1801 onderdeel van het nieuwe oejezd Signagi (Сигна́хский уезд, Signákhskiy uyezd). Het oejezd bestond tot 1917 met een korte onderbreking in 1840-1846, en was vanaf 1846 een van de negen provincies van het Gouvernement Tiflis. Binnen het oejezd Signagi viel het gebied van Lagodechi onder de bestuurlijke sectie (oetsjastok) Bakoertsiche (Russisch: Бакурцихскій участокъ), waar ook een deel van het moderne Goerdzjaani onder viel. 

### Sovjetinvasie
Lagodechi was een van de gebieden in het zuidoosten van Georgië waar in midden februari 1921 bolsjewistische opstanden plaatsvonden om de mensjewistische Democratische Republiek Georgië omver te werpen. Het Rode Leger nam Lagodechi vanuit Azerbeidzjan op 18 februari in.
Nadat op 25 februari 1921 de Georgische sovjetrepubliek was opgericht, vonden er in 1929 bestuurlijke hervormingen plaats en werd het oejezd Signagi afgeschaft. In 1930 werd het rajon (district) Lagodechi een zelfstandige bestuurseenheid met de gelijknamige plaats als centrum. In het onafhankelijke Georgië werd het district in 1995 onderdeel van de nieuw opgerichte regio (mchare) Kacheti en in 2006 werd het district omgevormd naar een gemeente (municipaliteit).

## Geografie

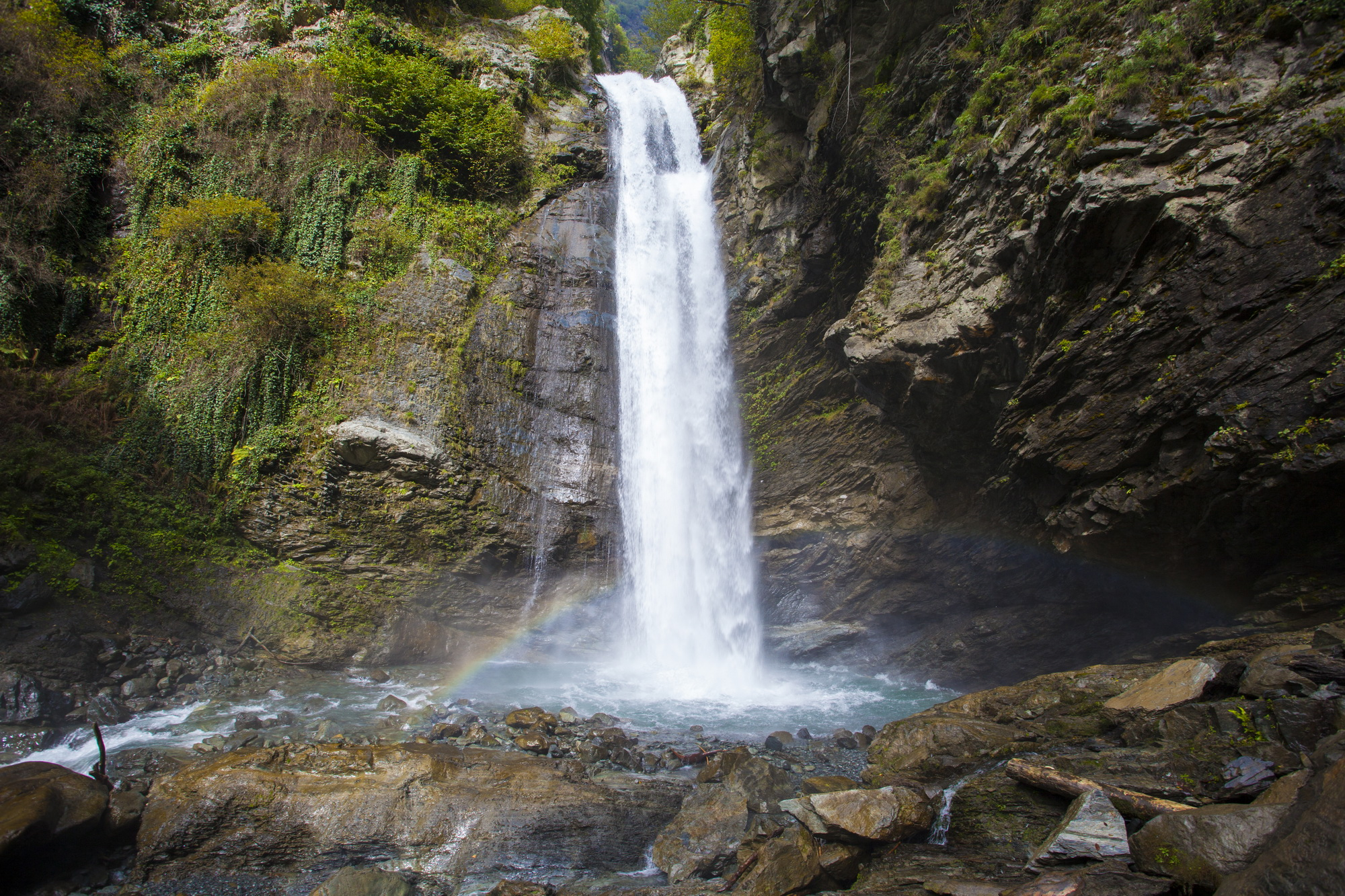
Lagodechi beschermd natuurgebied

Lagodechi grenst in het westen aan de gemeente Kvareli, in het zuidwesten aan Goerdzjaani en in het zuiden aan Signagi, allen gemeenten van de regio Kacheti. Ten slotte grenst de gemeente in het noorden aan de Russische deelrepubliek Dagestan en in het oosten aan Azerbeidzjan, waar het een grensovergang mee heeft. Lagodechi ligt op 500 tot bijna 3500 meter boven zeeniveau.

### Grote Kaukasus
De grens met Rusland wordt natuurlijk afgebakend door de waterscheiding en de bergkam van de Grote Kaukasus. Dit deel van de Kaukasus valt onder de oostelijke helft en is minder hoog dan het westelijke deel. De hoogste bergtoppen in de gemeente zijn in het noordoosten van de gemeente te vinden, in de omgeving van het drielandenpunt met Rusland en Azerbeidzjan en zijn rond de 3000 meter hoog. De hoogste bergtop is de 3486 meter hoge noordtop van de Chotsjaldag op de grens met Dagestan.

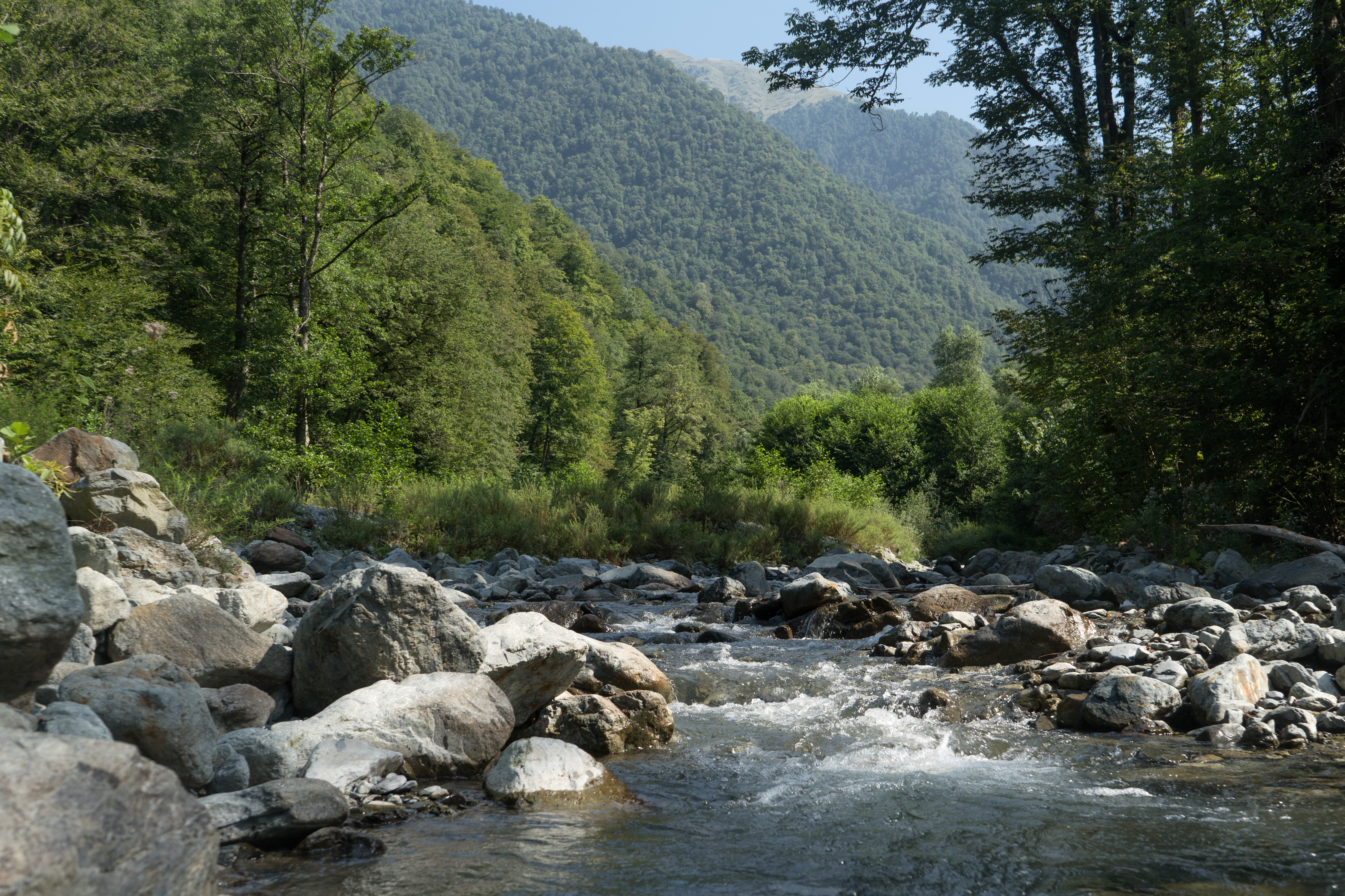
De rivier Ninoschevi in het Lagodeschi beschermd natuurgebied.

De Lagodechi beschermde gebieden zijn een tweetal bijzondere en diverse beschermd natuurgebied in de bergen van Lagodechi. Sinds 2003 zijn het twee afzonderlijke reservaten met een totale oppervlakte van ruim 240 km², maar het werd oorspronkelijk in 1912 al als een geheel opgericht, het oudste natuurreservaat in Georgië.

### Alazanivallei
Langs de zuidwestkant van de gemeente is de rivier Alazani de natuurlijke grens. De vruchtbare vallei van de Alazani en het goede klimaat maakt dat er in Lagodechi veel wijnbouw plaatsvindt. Het klimaat in de gemeente is subtropisch met een gemiddelde jaartemperatuur van ongeveer 12,5 graden celsius. Het gebied kent in de vallei hete zomers en milde winters. In de zomermaanden is het gemiddeld ruim 24 graden. Er valt gemiddeld gemiddeld 1000 millimeter neerslag per jaar.

## Demografie
Begin 2024 telde de gemeente Lagodechi 40.257 inwoners, een daling van ruim 3% ten opzichte van de volkstelling van 2014.
| Gemeente Lagodechi                                                      | - | -     | 46.546 | 48.476 | 52.840 | 52.217 | 54.402 | 51.066 | 41.678 | 41.125 | 40.257 |  |  |  |
|                                                                         |   |       |        |        |        |        |        |        |        |        |        |  |  |  |
| Lagodechi                                                               | - | 1.523 | 3.198  | 6.924  | 8.329  | 8.514  | 9.517  | 6.875  | 5.918  | 5.714  | 5.614  |  |  |  |
| Verantwoording data: Bevolkingsstatistiek Georgië 1897 tot heden. Noot: |   |       |        |        |        |        |        |        |        |        |        |  |  |  |

### Etniciteit en religie
De bevolking van Lagodechi bestond volgens de volkstelling van 2014 voor 71,5% uit Georgiërs. Bijna een kwart (23,0%) is Azerbeidzjaans, waarvan 96% in de Kabali dorpsgemeenschap woont, een viertal dorpen tien kilometer ten westen van de stad Lagodechi. Er wonen bijna 1000 Osseten (2,4%), geclusterd in een aantal dorpsgemeenschappen. Enkele dorpen kennen een Osseetse meerderheid. Verder wonen in de gemeente ruim 700 Russen (1,8%) en circa 350 Armeniërs (0,8%). Een opvallende maar kleine minderheid zijn de enkele tientallen Avaren in de stad Lagodechi. De Avaren zijn een Dagestaanse etnische bevolkingsgroep waarvan ruim 1000 in Georgië wonen, hoofdzakelijk in Kvareli (95%) en Lagodechi (5%).
De religieuze samenstelling volgt in grote lijnen de etnische. Verreweg de meeste inwoners zijn Georgisch-Orthodox (74,2%), gevolgd door de islam (23,2%). Andere geloofsgemeenschappen zijn in kleine aantallen aanwezig (minder dan 100).

## Administratieve onderverdeling

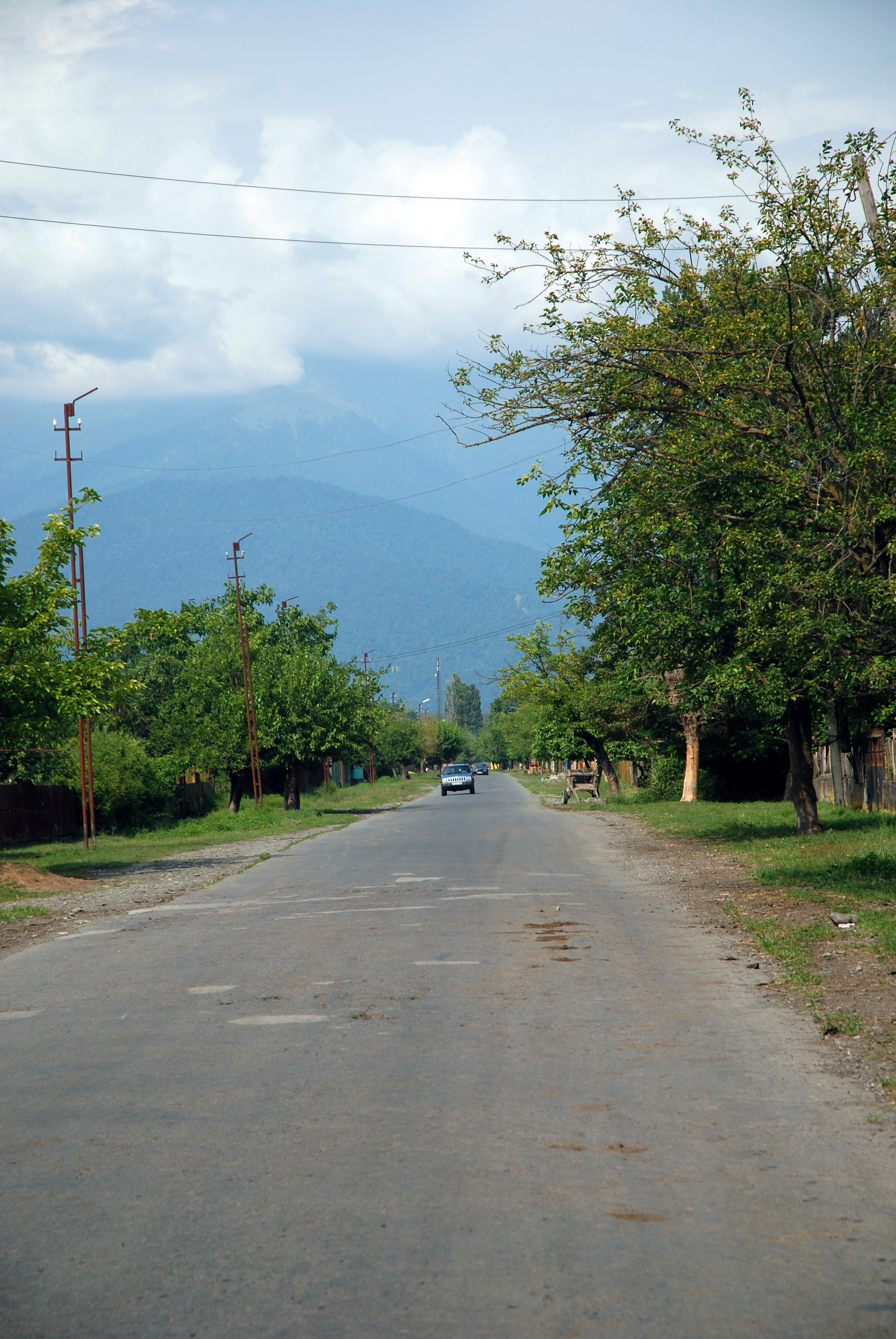
Een typisch zicht in Lagodechi

De gemeente Lagodechi is administratief onderverdeeld in 14 gemeenschappen (თემი, temi) met in totaal 67 dorpen (სოფელი, sopeli). Er is één stad (ქალაქი, kalaki), het bestuurlijk centrum Lagodechi.

## Bestuur
De gemeenteraad van Lagodechi (Georgisch: საკრებულო, sakreboelo) wordt elke vier jaar gekozen in een gemengd kiesstelsel. Een deel wordt via enkelvoudige kiesdistricten gekozen en een deel via evenredige vertegenwoordiging van gesloten partijlijsten, waarvoor een kiesdrempel geldt van drie procent.
| Partij | Partij                              | 2014 | 2017 | 2021 |
| ------ | ----------------------------------- | ---- | ---- | ---- |
|        | Georgische Droom (GD)               | 20   | 21   | 17   |
|        | Verenigde Nationale Beweging (UNM)  | 2    | 3    | 9    |
|        | Boerdzjanadze - Verenigde Oppositie | 6    |      |      |
|        | Overige partijen                    | 2    | 7    | 4    |
| Totaal | Totaal                              | 30   | 31   | 30   |

## Bezienswaardigheden

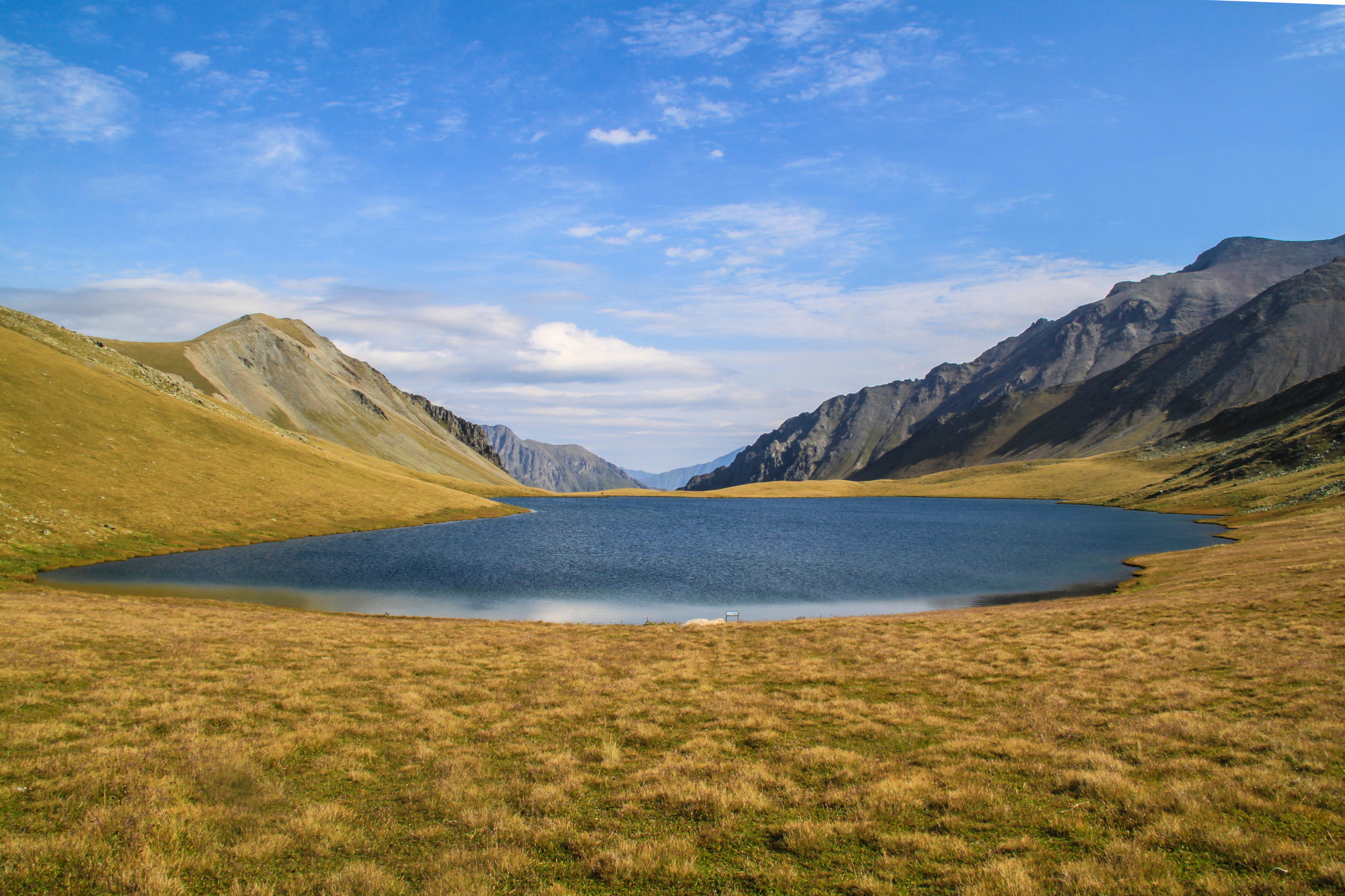
Het Zwarte Rotsmeer in de Lagodechi beschermde gebieden

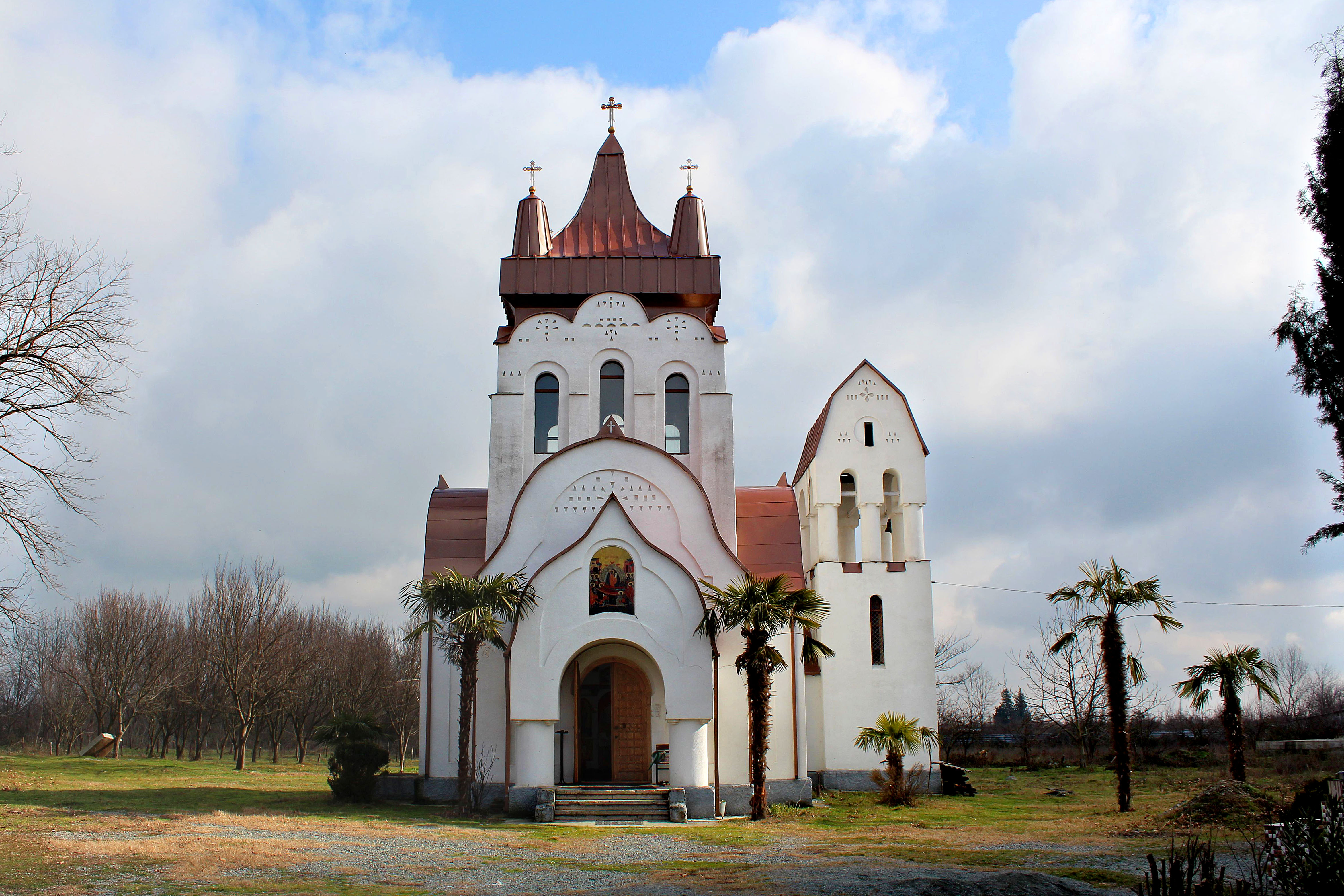
"Duitse kerk" in Vardisoebani

Er zijn in de gemeente een aantal bezienswaardigheden: 
- Het Nationaal park Lagodechi is de belangrijkste bezienswaardigheid in de gemeente. Het natuurreservaat werd in 1912 onder Russische heerschappij opgericht en is daarmee het oudste in Georgië. Het ligt in de Grote Kaukasus meteen aan de noordkant van de stad Lagodechi. Sinds 2003 bestaat her uit twee afzonderlijke reservaten met een totale oppervlakte van ruim 240 km².[25]
- Een curieus cultuur-historisch monument is te vinden in het dorpje Vardisoebani, waar de geheel van beton gebouwde 20e-eeuwse Duitse Maria Hemelvaartskerk staat.[26]

## Vervoer
Lagodechi is met de rest van Kacheti en het land verbonden via de international route S5 Kacheti Highway (Tbilisi - Sagaredzjo - Bakoertsiche - Lagodechi) die naar de Azerbeidjzaanse grens leidt. Deze grensovergang op vijf kilometer ten oosten van Lagodechi is de tweede belangrijkste met Azerbeidzjan, waar in 2023 ruim 57.000 buitenlandse bezoekers Georgië inreisden.
Een regionaal belangrijke hoofdweg aan de noordzijde van de Alazani is de nationale route Sh43 (Lagodechi - Kvareli - Achmeta - Tianeti. De Sh170 verbindt een cluster van dorpen en bedrijvigheid middenin de Alazanivallei met het gemeentelijk centrum Lagodechi en met Goerdzjaani aan de zuidkant van de vallei.